# Simpsonowie (seria 7)
Poniższa lista przedstawia 25 odcinków siódmego sezonu serialu animowanego Simpsonowie, oryginalnie wyemitowanego w amerykańskiej telewizji FOX. Odcinki w Polsce zostały zaprezentowane przez Fox Kids oraz Canal+. Obecnie ich emisja trwa w FOX Polska HD i SD.
| # | Kraj              | Premiera             | Tytuł                                                                               |
| --- | ----------------- | -------------------- | ----------------------------------------------------------------------------------- |
| 129 - 7x01 2F20 | Stany Zjednoczone | 17 września 1995     | Who Shot Mr. Burns? (Part 2)                                                        |
| 129 - 7x01 2F20 | Polska            | 28 stycznia 2008     | Kto zabił pana Burnsa? (Część 2)                                                    |
| W poprzednim odcinku Pan Burns zostaje postrzelony przez niezidentyfikowaną osobę. Waylon Smithers wierzy, że to on mógł w zamroczeniu alkoholowym strzelić do Burnsa i zgłasza się na policję. Jednakże zostaje wykryte, że jest niewinny, więc policja przesłuchuje innych świadków do momentu, kiedy odkrywają DNA Simpsonów na Burnsie. - Gościnnie wystąpił Tito Puente. |                   |                      |                                                                                     |
| 130 - 7x02 2F17 | Stany Zjednoczone | 24 września 1995     | Radioactive Man                                                                     |
| 130 - 7x02 2F17 | Polska            | 29 stycznia 2008     | Radioaktywny                                                                        |
| Producenci filmu o Radioaktywnym zdecydowali, że akcja będzie mieć miejsce w Springfield a jeden z miejscowych dzieciaków wcieli się w rolę Wyrzutka. Do castingu przystępują m.in. Bart oraz Milhouse, któremu ta rola ostatecznie przypadła. - Gościnnie wystąpił Mickey Rooney. |                   |                      |                                                                                     |
| 131 - 7x03 3F01 | Stany Zjednoczone | 1 października 1995  | Home Sweet Homediddly-Dum-Doodily                                                   |
| 131 - 7x03 3F01 | Polska            | 30 stycznia 2008     | Nie ma jak w domciu                                                                 |
| Parę nieporozumień w domu i szkole wskazują opiece społecznej, że Homer i Marge są niedbałymi rodzicami. W rezultacie Bart, Lisa i Maggie zostają im odebrane i oddane pod opiekę Flandersom. - Gościnnie wystąpiła Joan Kenley. |                   |                      |                                                                                     |
| 132 - 7x04 3F02 | Stany Zjednoczone | 8 października 1995  | Bart Sells His Soul                                                                 |
| 132 - 7x04 3F02 | Polska            | 31 stycznia 2008     | Bart sprzedaje duszę                                                                |
| Bart i Milhouse po zrobieniu kawału w kościele zostają zmuszeni do wyczyszczenia organów. W trakcie Bart sprzedaje Milhouse'owi własną duszę za 5 dolarów na dowód, że dusza wcale nie istnieje. Bart zaczyna żałować tego kroku, kiedy wokół niego zaczynają się dziać dziwne rzeczy. Tymczasem Moe pod wpływem dyskusji z rodziną doktora Hibberta zmienia swoją tawernę w mającą przynosić zyski rodzinną restaurację. |                   |                      |                                                                                     |
| 133 - 7x05 3F03 | Stany Zjednoczone | 15 października 1995 | Lisa the Vegetarian                                                                 |
| 133 - 7x05 3F03 | Polska            | 1 lutego 2008        | Lisa wegetarianką                                                                   |
| Lisa ogląda owieczkę w dziecięcym zoo i decyduje się zostać wegetarianką. Próbuje przekonać do tego innych, lecz wysiłki idą na marne. W tym samym czasie Homer urządza przyjęcie grillowe. - Gościnnie wystąpili Paul i Linda McCartney. |                   |                      |                                                                                     |
| 134 - 7x06 3F04 | Stany Zjednoczone | 29 października 1995 | Treehouse of Horror VI                                                              |
| 134 - 7x06 3F04 | Polska            | 4 lutego 2008        | Straszny domek na drzewie VI                                                        |
| Halloweenowy odcinek specjalny podzielony na trzy krótkie historie: Atak 15-metrowych ohydków – Burza jonowa nad Springfield ożywia wielkie reklamy i billboardy, które atakują miasto. Klątwa z ulicy Zielonego tarasu – Parodia „Koszmaru z ulicy Wiązów”; Woźny Willie atakuje uczniów w ich snach w zemście na ich rodziców, którzy nie ratowali go, kiedy płonął i umarł. Homer3 – Szukając kryjówki przed Patty i Selmą, Homer wpada za regał do portalu, który zabiera go do trójwymiarowego świata. - Gościnnie wystąpił Paul Anka. |                   |                      |                                                                                     |
| 135 - 7x07 3F05 | Stany Zjednoczone | 5 listopada 1995     | King-Size Homer                                                                     |
| 135 - 7x07 3F05 | Polska            | 5 lutego 2008        | Maxi Homer                                                                          |
| Niezadowolony z nowego programu ćwiczeń fizycznych w Elektrowni jądrowej w Springfield, Homer celowo nabiera dodatkowych 61 funtów wagi, aby móc pracować w domu. - Gościnnie wystąpiła Joan Kenley. |                   |                      |                                                                                     |
| 136 - 7x08 3F06 | Stany Zjednoczone | 19 listopada 1995    | Mother Simpson                                                                      |
| 136 - 7x08 3F06 | Polska            | 6 lutego 2008        | Babcia Simpson                                                                      |
| Homer finguje własną śmierć, aby nie musieć pracować w sobotę, ale zostaje zmuszony iść do urzędu stanu cywilnego na dowód, że jednak żyje. Urzędnik ujawnia, że matka Homera wciąż żyje, czemu on zaprzecza i wybiera się na jej grób. - Gościnnie wystąpili Glenn Close i Harry Morgan (aktor). |                   |                      |                                                                                     |
| 137 - 7x09 3F08 | Stany Zjednoczone | 26 listopada 1995    | Sideshow Bob's Last Gleaming                                                        |
| 137 - 7x09 3F08 | Polska            | 7 lutego 2008        | Ostatni występ Pomocnika Boba                                                       |
| Pomocnik Bob znika z oczu strażnikom więziennym i kradnie bombę atomową podczas pokazów lotniczych oraz grozi jej detonacją, jeśli Springfield nie pozbędzie się telewizji. Miasto jest zmuszone spełnić żądania, lecz Bart i Lisa odkrywają, gdzie się ukrywa Bob. - Gościnnie wystąpił R. Lee Ermey. |                   |                      |                                                                                     |
| 138 - 7x10 3F31 | Stany Zjednoczone | 3 grudnia 1995       | The Simpsons 138th Episode Spectacular                                              |
| 138 - 7x10 3F31 | Polska            | 8 lutego 2008        | Gala z okazji 138. odcinka                                                          |
| Troy McClure prowadzi specjalny odcinek Simpsonów, który daje widzom możliwość spojrzenia za kulisy serialu. Zaprezentowane zostają klipy z krótkometrazówek z Tracy Ullman Show, odpowiedzi na kilka z listów od fanów, prawdziwy wygląd Matta Groeninga, pytania o drobnostki oraz niewyemitowane sceny z paru odcinków, w tym alternatywne zakończenie dwuczęściowego Kto zastrzelił Pana Burnsa? |                   |                      |                                                                                     |
| 139 - 7x11 3F07 | Stany Zjednoczone | 17 grudnia 1995      | Marge Be Not Proud                                                                  |
| 139 - 7x11 3F07 | Polska            | 11 lutego 2008       | Marge nie będzie z tego dumna                                                       |
| Bart próbuje ukraść ze sklepu Try-N-Save popularną grę video, lecz zostaje przyłapany przez ochroniarza, który nakazuje Bartowi nigdy więcej nie postawić stopy w tym sklepie oraz zostawia wiadomość jego rodzicom na automatycznej sekretarce. Bartowi udaje się powstrzymać Homera i Marge przed jej wysłuchaniem, lecz wkrótce później cała rodzina wybiera się do Try-N-Save na bożonarodzeniowe zdjęcie rodzinne. - Gościnnie wystąpił Lawrence Tierney.                                                                              |                   |                      |                                                                                     |
| 140 - 7x12 3F10 | Stany Zjednoczone | 7 stycznia 1996      | Team Homer                                                                          |
| 140 - 7x12 3F10 | Polska            | 12 lutego 2008       | Drużyna Homera                                                                      |
| Homer, Apu, Moe i Otto tworzą drużynę do gry w kręgle aby móc grać w wieczory rozgrywek ligowych. Homer zdobywa fundusze od odurzonego eterem Pana Burnsa. Drużynie idzie dobrze dopóki Montgomery Burns nie odkrywa, że płaci za nich i decyduje wstąpić do zespołu. |                   |                      |                                                                                     |
| 141 - 7x13 3F09 | Stany Zjednoczone | 14 stycznia 1996     | Two Bad Neighbors                                                                   |
| 141 - 7x13 3F09 | Polska            | 13 lutego 2008       | Źli sąsiedzi                                                                        |
| Były prezydent George H.W. Bush przeprowadza się do Springfield i Bart zaczyna go drażnić. Pewnego dnia Bush traci panowanie nad sobą i daje Bartowi klapsa. Homer, zazdrosny o darzoną Bushowi uwagę jest wściekły i wypowiada wojnę na psikusy. |                   |                      |                                                                                     |
| 142 - 7x14 3F11 | Stany Zjednoczone | 4 lutego 1996        | Scenes from the Class Struggle in Springfield                                       |
| 142 - 7x14 3F11 | Polska            | 14 lutego 2008       | Walka klasowa w Springfield                                                         |
| Marge znajduje szykowną marynarkę Chanel w przecenie w sklepie detalicznym i zostaje zaproszona do wstąpienia do miejscowego country clubu. Tymczasem Homer odkrywa w sobie talent do gry w golfa i zostaje wyzwany na pojedynek z Burnsem. - Gościnnie wystąpił Tom Kite. |                   |                      |                                                                                     |
| 143 - 7x15 3F12 | Stany Zjednoczone | 11 lutego 1996       | Bart the Fink                                                                       |
| 143 - 7x15 3F12 | Polska            | 15 lutego 2008       | Bart kapusiem                                                                       |
| Bart próbuje uzyskać autograf Klauna Krusty'ego poprzez wysłanie do niego czeku. Niechcący sprowadza na niego kontrolę skarbową, której wyniki ujawniły, że Krusty stosował nielegalne ulgi podatkowe. Kiedy jego sytuacja finansowa się pogarsza, Krusty finguje swoją śmierć aby zejść z oczu opinii publicznej. - Gościnnie wystąpił Bob Newhart. |                   |                      |                                                                                     |
| 144 - 7x16 3F13 | Stany Zjednoczone | 18 lutego 1996       | Lisa the Iconoclast                                                                 |
| 144 - 7x16 3F13 | Polska            | 18 lutego 2008       | Lisa ikonoklastką                                                                   |
| Podczas poszukiwań materiałów do wypracowania Lisa odkrywa wyznanie napisane przez założyciela miasta Jebediaha Springfielda, w którym ujawnia, że tak naprawdę był krwiożerczym piratem Hansem Sprungfeldem, który spróbował zaatakować Jerzego Waszyngtona i nigdy nie dbał o mieszkańcach Springfield. Homer postanawia pomóc Lisie w ujawnieniu tej wiadomości, lecz zostają aresztowani przez radę miejską. - Gościnnie wystąpił Donald Sutherland.                                                                                    |                   |                      |                                                                                     |
| 145 - 7x17 3F14 | Stany Zjednoczone | 25 lutego 1996       | Homer the Smithers                                                                  |
| 145 - 7x17 3F14 | Polska            | 19 lutego 2008       | Homer Smithersem                                                                    |
| Za radą Pana Burnsa Smithers idzie na urlop i bierze Homera na swego zastępcę sądząc, że ten nigdy go nie przewyższy. Tymczasem plan Smithersa nie wypala kiedy niekompetencja Homera sprawia, że Burns uczy się samemu wykonywać obowiązki, a Smithers jako asystent staje się zbędny. |                   |                      |                                                                                     |
| 146 - 7x18 3F16 | Stany Zjednoczone | 17 marca 1996        | The Day the Violence Died                                                           |
| 146 - 7x18 3F16 | Polska            | 20 lutego 2008       | Dzień, w którym umarła przemoc                                                      |
| Podczas parady świętującej 75. rocznicę powstania Pocharatki i Zdrapka Bart poznaje bezdomnego Chestera J. Lampwicka twierdzącego, że on jest prawdziwym twórcą postaci, a nie Roger Meyers. Bart pomaga bezdomnemu odzyskać honorarium autorskie, lecz to wpędza studio produkujące kreskówkę w bankructwo. - Gościnnie wystąpili Suzanne Somers, Kirk Douglas, Alex Rocco i Jack Sheldon. |                   |                      |                                                                                     |
| 147 - 7x19 3F15 | Stany Zjednoczone | 24 marca 1996        | A Fish Called Selma                                                                 |
| 147 - 7x19 3F15 | Polska            | 21 lutego 2008       | Rybka zwana Selmą                                                                   |
| Troy McClure próbuje ratować podupadającą karierę i zaprzeczyć plotkom o swym dziwacznym życiu seksualnym przez ślub z siostrą Marge, Selmą. Selma odkrywa, że małżeństwo jest pozorne, lecz godzi się z tym. - Gościnnie wystąpił Jeff Goldblum. |                   |                      |                                                                                     |
| 148 - 7x20 3F17 | Stany Zjednoczone | 31 marca 1996        | Bart on the Road                                                                    |
| 148 - 7x20 3F17 | Polska            | 22 lutego 2008       | Bart na drodze                                                                      |
| Bart utknął w urzędzie komunikacyjnym u Patty i Selmy podczas „Dnia pójścia do pracy z rodzicami” i stwarza sobie fałszywe prawo jazdy. Używa go podczas przejażdżki z Milhouse’em, Nelsonem i Martinem. Tymczasem Homer i Lisa zacieśniają swoją więź po spędzeniu razem „Dnia pójścia do pracy z rodzicami” w elektrowni. - Gościnnie wystąpił Jim Lau. |                   |                      |                                                                                     |
| 149 - 7x21 3F18 | Stany Zjednoczone | 14 kwietnia 1996     | 22 Short Films About Springfield                                                    |
| 149 - 7x21 3F18 | Polska            | 25 lutego 2008       | 22 krótkie filmy o Springfield                                                      |
| Bart i Milhouse zastanawiają się, czy cokolwiek ciekawego przydarza się mieszkańcom Springfield, co prowadzi do łańcucha zdarzeń opowiadających o losach Apu, Pana Burnsa, Doktora Nicka, Moe, Dyrektora Skinnera, Szeryfa Wigguma, Trzmiela, Wielebnego Lovejoya, Cletusa i Komiksiarza. |                   |                      |                                                                                     |
| 150 - 7x22 3F19 | Stany Zjednoczone | 28 kwietnia 1996     | Raging Abe Simpson and His Grumbling Grandson in „The Curse of the Flying Hellfish" |
| 150 - 7x22 3F19 | Polska            | 26 lutego 2008       | Wściekły Abe Simpson i jego wymagający wnuk w „Klątwie Latającej Diabloryby”        |
| Relacje między Dziadkiem i Bartem pogarszają się a zaraz potem polepszają, kiedy jeden z kompanów Dziadka z II wojny światowej umiera i pozostawia jego oraz Pana Burnsa jako jedynych żyjących członków Latającej Diabloryby. Podczas ostatnich dni wojny jednostka ta odkryła kilka obrazów i po ukryciu ich w skrzyni jej skład poprzysiągł, że ostatni z żyjących przejmie je wszystkie na własność. |                   |                      |                                                                                     |
| 151 - 7x23 3F20 | Stany Zjednoczone | 5 maja 1996          | Much Apu About Nothing                                                              |
| 151 - 7x23 3F20 | Polska            | 27 lutego 2008       | Wiele szumu o nic                                                                   |
| Po przechadzce niedźwiedzi po Zielonym tarasie Burmistrz Quimby zostaje zmuszony do podwyżki podatków na cel nowego patrolu antyniedźwiedziowego. Kiedy obywatele się wściekają, Quimby obwinia nielegalnych imigrantów i zgłasza propozycję referendum mogącego ich deportować. Simpsonowie odkrywają, że Apu jest nielegalnym imigrantem i postanawiają pomóc zdobyć mu obywatelstwo. |                   |                      |                                                                                     |
| 152 - 7x24 3F21 | Stany Zjednoczone | 19 maja 1996         | Homerpalooza                                                                        |
| 152 - 7x24 3F21 | Polska            | 28 lutego 2008       | Homerpalooza                                                                        |
| Homer próbuje pokazać swym dzieciom jak jest zorientowany w dzisiejszym świecie i zabiera je na festiwal muzyczny Hullabalooza, gdzie zatrudnia się na pokazowego dziwaka stawiającego opór sile wyrzutu armatniej kuli. W rezultacie Homer wybiera się w trasę koncertową i odkrywa wielki świat towarzyski. - Gościnnie wystąpili The Smashing Pumpkins, Cypress Hill, Sonic Youth i Peter Frampton. |                   |                      |                                                                                     |
| 153 - 7x25 3F22 | Stany Zjednoczone | 19 maja 1996         | Summer of 4 Ft. 2                                                                   |
| 153 - 7x25 3F22 | Polska            | 29 lutego 2008       | Spoko lato Lisy                                                                     |
| Na początku lata Ned Flanders prosi Homera o zaopiekowanie się jego domkiem na plaży w Little Pwagmattasquarmsettport. Rodzina decyduje się tam wybrać a Lisa, uświadamiając sobie, że nie jest tak fajna jak myśli, korzysta z nowego miejsca jako szansę pozbycia się wizerunku kujona. - Gościnnie wystąpiła Christina Ricci. |                   |                      |                                                                                     |